# اچ‌ام‌اس روبوک (اچ۱۳۰)
اچ‌ام‌اس روبوک (اچ۱۳۰) (به انگلیسی: HMS Roebuck (H130)) یک کشتی است که طول آن 64 metres و ارتفاع آن 4 metres می‌باشد. این کشتی در سال ۱۹۸۵ ساخته شد.